# ناحیه الادریسیه
ناحیه الإدریسیه (به عربی: دائرة الإدریسیة) یک ناحیه در الجزایر است که در استان جلفه واقع شده‌است.